# CMS Made Simple
CMS Made Simple (CMSMS) är ett innehållshanteringssystem (från engelskans Content Management System, CMS) som erbjuder en enkel webbaserad arbetsmiljö för utvecklare, programmerare och webbplatsansvariga. CMSMS är webbaserat och kräver inget annat än en vanlig webbläsare för att bygga eller underhålla webbplatsen. CMSMS vann "The 2010 Open Source Awards" i klassen "Open Source CMS Award" och CMS Critics pris "Best Budget CMS for 2012"

## Programdesign
CMS Made Simple är fritt och har öppen källkod (GPL). Det är byggt med PHP och har stöd för databashanterarna MySQL. Tack vare mallsystemet Smarty Template Engine är det enkelt att anpassa färdiga mallar så att de fungerar med systemet. CMS Made Simple är designat för att ge enkel utveckling och anpassning med mallar/teman, tilläggsmoduler, dynamiska menyer, taggar och översättningar.

## Funktioner
CMS Made Simple har en webbaserad administrationsdel för mall- och stilmallshantering, installation och uppdatering, tilläggsmoduler, innehållsblock, användargrupper och behörigheter.

## Moduler
CMS Made Simple är utformat med ett baspaket och ett stort antal tilläggsmoduler. I grundutförandet finns några få centrala moduler, bland annat för nyhetshantering, sökfunktion och en WYSIWYG texteditor (TinyMCE). Sedan kan den som installerar programmet skräddarsy webbplatsen genom att lägga till de moduler som behövs.

### Populära tilläggsmoduler
```
   * Gallerier
   * Gästbok
   * Formulärhantering
   * Captcha (antispam)
   * E-handel / butik
   * Kalender
   * Bloggar
   * RSS
   * Ett stort antal tilläggsmoduler finns tillgängliga via modulhanteraren och på webbplatsen
```

## Support
Det stöd som ges för installation och drift av CMS Made Simple ges genom inbyggd hjälp, online dokumentation, kommersiell support och i öppet forum via webbplatsen. Det går också att få svar på frågor via IRC eller twitter.
CMS Made Simple håller ett årligt möte för entusiaster känt som The Geek Moot där seminarier och diskussioner förs.

## Fotnoter
1. ↑  Open Source Awards Previous Winners Arkiverad 14 februari 2012 hämtat från the Wayback Machine.
2. ↑  Critic's Choice Winner for Best Budget CMS